# Editora
Uma editora é uma organização, frequentemente uma empresa (embora possa ser algum outro tipo de associação sem fins lucrativos), que coordena o processo de editoração e de publicação de obras literárias (como livros e partituras), discográficas (fonograma) e impressos (como jornais e revistas). Em geral as editoras se especializam em um tipo de publicação e área: livros, livros didáticos, obras de referência, partituras, discos, jornais, revistas e outros. Em geral também é a editora que arca com os custos de produção, divulgação e distribuição.
Em 2017, as duas maiores editoras do Brasil listadas entre as maiores do mundo, de acordo com o seu faturamento, eram a Somos Educação  e Editora FTD, respectivamente.

## Editoras de livros

### Editoração
São as etapas, tarefas e agentes utilizados para a preparação do livro a ser publicado. Compreendem:
1. Os autores, que criam o conteúdo e em geral também a versão de texto chamada original do autor.
2. Os escritores, redatores e equipe de texto podem desenvolver a ideia do autor e redigir a primeira versão do texto a publicar, como em enciclopédias, biografias, manuais, livros didáticos. Segue-se a revisão do texto original, feita por editores de texto, revisores, copidesques, preparadores e outros que fazem o texto final.
3. Criação das elementos gráficos, ou imagens, chamadas genericamente de ilustrações: desenhos, fotografias, gráficos, tabelas.
4. O projeto gráfico (também chamado diagramação, programação visual e design gráfico) determina como os textos e os elementos gráficos serão organizados. Tal projeto varia do meramente funcional às criações artísticas, com qualidades também muito variadas.
5. Segue-se a etapa de paginação e revisão de provas em que teoricamente o conteúdo não seria alterado, mas dependendo do responsável pela revisão são feitas melhorias (ou piorias.
6. Após o fechamento do arquivo e seu envio para a gráfica, ocorre a impressão.

### Publicação
A publicação é o processo de tornar pública uma obra (um livro, no caso). Antes de chegar ao leitor, o livro tem de ser divulgado, o que em geral é feito por jornalistas contratados pela editora, e distribuído. A editora pode fazer a distribuição, mas as pequenas e médias costumam contratar distribuidores, que recebem porcentagem do preço de capa do livro (em torno de 20%).
A venda pode ser feita pela editora (por exemplo para o governo brasileiro, o maior comprador de didáticos) ou através de livrarias, que recebem os livros em consignação e os expõem para compradores e leitores.

## Editoras musicais
Editora musical é uma empresa que editora, publica, comercializa e promove partituras e letras de canções. Elas começaram a aparecer no final do século XIV com a invenção da prensa tipográfica por Gutenberg e tiveram importante influência a partir das revoluções burguesas, especializando-se em contratar compositores de música e autores de letras, quando passaram a ser a forma de comércio de música por excelência. Atualmente, as editoras musicais passaram a funcionar como "intermediários" entre os artistas ou as gravadoras e os compositores, ficando a gravadora responsável pelo processo de produção, de distribuição e de promoção dos fonogramas e as editoras pelos direitos de reprodução do repertório a ser gravado.

## Editoras discográficas
Uma gravadora ou editora discográfica é uma empresa que especializa-se em fabricar, desenvolver, distribuir e promover gravações multimídia.